# Victoria League
La Victoria League for Commonwealth Friendship (Ligue Victoria pour l'amitié au sein du Commonwealth) a été fondée en 1901.
Toujours en activité, elle est une organisation caritative féminine qui regroupe des personnes des pays du Commonwealth. Il existe des sections au Royaume-Uni, en Australie et en Nouvelle-Zélande avec des organisations affiliées au Canada et aux États-Unis. La Ligue Victoria au Royaume-Uni comptait environ 500 membres en Grande-Bretagne en 2000, sous le patronage de la reine Élisabeth II. C'est l'une des plus de 80 organisations non gouvernementales (ONG) qui promeuvent la coopération et la paix au sein du Commonwealth. Les sections à l'étranger sont autonomes, opérant dans le cadre des réglementations de leur propre pays ; toutes partagent cependant la même origine,,.

## Histoire
Au Canada, Margaret Polson Murray a été le catalyseur de la fondation de l'association Canadian Daughters of the Empire (Filles canadiennes de l'Empire) tandis qu'en Afrique du Sud, Dorothea Fairbridge était une militante de premier plan de la Guild of Loyal Women. Les deux organisations ont envoyé des représentantes en Grande-Bretagne pour établir des contacts et susciter un soutien à l'effort de guerre. Fairbridge était une personnalité en vue de la colonie du Cap et disposait de nombreuses relations avec d'autres femmes influentes, dont certaines vivant et métropole et qu'elle avait rencontrées lors de leur passage en Afrique du Sud. Trois d'entre elles, Violet Markham, Violet Cecil et Edith Lyttelton, allaient jouer un rôle déterminant dans la création d'une nouvelle organisation, dont le siège serait basé à Londres. Leur rencontre initiale a lieu à Millbank, Westminster (en face des Victoria Tower Gardens -  un petit parc sur la rive nord de la Tamise à côté du Palais de Westminster ) où elles conviennent d'organiser la réunion inaugurale de ce qui allait devenir la Victoria League. 

### Réunion inaugurale
La bonne société londonienne soutient immédiatement le projet  et la première réunion, qui a eu lieu le 2 avril 1901, se tient au 10 Downing Street (la résidence officielle du Premier ministre) à l'invitation d' Alice Balfour, sœur d'Arthur Balfour et nièce de Lord Salisbury, Premier ministre en place . Violet Markham, Violet Cecil (future Mme Alfred Wilner), Edith Lyttelton, des représentantes sud-africaines de la Guild of Loyal Women, les épouses et sœurs de ministres du Cabinet, les épouses des chefs de l'opposition  et d'autres représentantes. A cette occasion, toutes les participantes sont en vêtement de deuil, revêtus par respect pour la reine Victoria récemment décédée. Elles décident de nommer leur association Victoria League en l'honneur de cette dernière. Margaret Elizabeith Leigh, comtesse de Jerse, est élue à la présidence, tandis que Edith Lyttelton, est élue secrétaire honoraire  . 

### Buts de l'association
Lors de la réunion inaugurale, ses membres conviennent que la Victoria Lea est « une association de femmes des îles britanniques qui sont en sympathie avec les intérêts impériaux et souhaitent une union étroite entre les différentes parties de l'Empire »,  et promettent que la Victoria League « soutien[dra] et aide[ra] tout projet conduisant à une compréhension plus intime entre nous et nos camarades dans nos grandes colonies et dépendances », « deviend[ra] un centre de réception et de distribution d'informations concernant les différentes dominions britanniques, en particulier les informations importantes pour les femmes » ; il est également décidé que la Victoria League favorisera "tout travail pratique souhaité par les colonies et tendant au bien de l'Empire dans son ensemble " .